# Turbo Basic
Turbo Basic — компилятор языка Бейсик, а также его диалект, первоначально созданный Робертом «Бобом» Зейлом и впоследствии купленный у него компанией Borland.

## История
Роберт «Боб» Зейл в 1987 году на основе своей многолетней разработки BASIC/Z создал Turbo Basic, а затем продал его компании Borland. Журнал Infoworld назвал его одним из самых значительных продуктов того года.
Для данного ПО в период 1987—1988 годов характерен «чёрный экран» Borland, схожий с Turbo Pascal 4.0, Turbo C 1.0/1.5 и Turbo Prolog 1.1. Borland не применяла свой фирменный «голубой экран» в IDE вплоть до 1989 года, когда были выпущены Turbo C 2.0, Turbo C++ 1.1 и др. К этому времени Turbo Basic и Turbo Prolog уже больше не продавались.
- Turbo Basic 1.0 поставлялся на двух 5.25"-дискетах с файлами, датированными 20 апреля 1987 года 01:00.
- Turbo Basic 1.01 также поставлялся на двух 5.25"-дискетах, но в комплект входило руководство на 466 страницах[2][3]. Файлы были датированы 4 ноября 1987 года 01:10.[4]

В отличие от большинства реализаций Бейсика того периода, Turbo Basic был полным компилятором, генерировавшим родной код для MS-DOS. Прочие реализации были или лишь интерпретаторами или сильно зависели от библиотеки времени исполнения. В самой IDE можно было запускать программы на языке Бейсик для традиционной отладки Бейсик-кода (см. ниже) или генерировать отдельный исполнимый файл для MS-DOS, который можно было запускать на других системах без установки Turbo Basic или библиотек для запуска.
Когда Borland приняла решение прекратить выпуск этого продукта, Зейл выкупил его обратно, в 1990 году переименовав его в PowerBASIC, и основал PowerBASIC Inc. для продолжения его поддержки и развития.
В средних и в больших программах иногда возникает сбой в синтаксическом анализаторе, Turbo Basic перестаёт распознавать операторы комментариев ' и REM и выдаёт сообщение Error 416: Statement expected. Из-за этой ошибки и других ошибок и из-за ограничений в размере памяти TurboBasic не годится для средних и больших проектов, но из-за простоты может быть использован на Windows cовместно c DOSBox 0.74 для небольших и простых вычислений, как инструмент для эскизов и набросков.

## Описание языка

### Структура кода
Основной структурной единицей кода является строка. Одна строка может содержать один или несколько операторов, разделенных двоеточием (допускается перенос оператора на другую строку при помощи знака переноса _). Пример:
```
a
=
1
:
b
=
1

```

```
a
=
1
:
b_

=
1

```

Допускается необязательная нумерация строк, а также использование меток для перехода в нужные части программы. Метка размещается в отдельной строке, начинается с буквы и содержит любое количество букв и цифр. После метки ставится двоеточие. Пример:
```
aaa:

x
=
x
+
1

...

GOTO
 
aaa

```

Имена переменных, меток или процедур образуются из букв от A до Z (или от a до z), знака подчеркивания _ и цифр от 0 до 9 и должны начинаться с буквы. В отличие от имён переменных и функций, имена процедур не должны заканчиваться знаками типа: "%", "&", "!", "#" и "$".
Комментарии обозначаются при помощи апострофа (') или оператора REM в начале строки.

### Типы данных
Допускаются следующие типы данных: целый (значения от −32 768 до 32 767, занимает 2 байта); длинный целый (от −2 147 483 648 до +2 147 483 647, 4 байта); вещественный (4 байта); вещественный двойной точности (8 байт); символьный (последовательность любых символов, каждый символ занимает 1 байт).
Тип переменной определяется типом данных, которые она представляет (определяется специальным символом). Если знак после имени отсутствует, то эта переменная считается по умолчанию вещественной обычной точности.
| Символ определения типа | Тип переменной                      |
| ----------------------- | ----------------------------------- |
| %                       | Целое число                         |
| &                       | Длинное целое                       |
| !                       | Вещественное число                  |
| #                       | Вещественное число двойной точности |
| $                       | Строка                              |

### Массивы
В Turbo Basic допускается создание до 8-мерных массивов при помощи оператора DIM с указанием размеров. В описании массива вместо константы может использоваться переменная (например, DIM a(n)), но значение n должно быть предварительно определено. При помощи оператора ERASE можно освободить память, выделенную под массив, и вернуть её для дальнейшего использования.

### Выражения
Предусмотрена поддержка двух типов выражений: символьные и числовые. Символьные выражения состоят из символьных констант (последовательность символов, заключенная в кавычки), символьных переменных, символьных функций, соединенных знаком + (конкатенация, или объединение). При помощи функций LEFT$, RIGHT$, MID$ можно выбрать часть символьной переменной слева, справа или из середины.
Числовые выражения включают в себя константы, переменные, функции, соединенные знаками арифметических операций, при этом могут использоваться величины разных типов.
Также поддерживаются приоритеты для арифметических операций.

### Стандартные функции
В Turbo Basic присутствует набор из нескольких стандартных операций:
- ABS (x) — модуль x
- SIN (x) — sin x
- COS (x) — cos x
- TAN (x) — tg x
- ATN (x) — arctg x
- EXP (x) — e^(x)
- LOG (x) — ln x
- LOG2(x) — логарифм x по основанию 2
- LOG10(x) — lg x
- INT (x) — целая часть х
- SGN (x) — знак х (+1 при х > 0, 0 при х=0, −1 при x < 0)
- SQR (x) — квадратный корень из х
- LEN (а$) — количество символов а$
- LEFT$(a$,n) — выбирает из a$ n символов, начиная с первого
- MID$ (a$,m, n) — выбирает из a$ n символов, начиная с m-го
- RIGHT$ (a$,n) — выбирает n символов а$, начиная с последнего
- STR$ (x) — преобразует число к символьному виду
- VAL (a$) — определяет числовое значение а$
- ASC (a$) — определяет код первого символа а$
- TAB (n) — указывает номер позиции для вывода следующего элемента в списке вывода оператора PRINT
- SPC (n) — вывод n пробелов, используется в списке вывода оператора PRINT
- RND [(x)] — выдает случайное число из интервала (0,1)

Также предусмотрены операции отношения и логические операции: NOT (логическое не), AND (логическое и), OR (логическое или), XOR (исключающее или), EQV (эквивалентность), IMP (импликация). Кроме этого, присутствует некоторая библиотека стандартных процедур.

## Примеры кода
Нижеследующая программа представляет собой пример Алгол-подобного диалекта Бейсика, поддерживаемого Turbo Basic. В отличие от традиционного Бейсика, использующего нумерацию строк и обладающего ограниченными управляющими структурами без поддержки подпрограмм в стиле Алгола, новые диалекты Бейсика, появившиеся в этот период, были расширены для обеспечения совместимости языка с новой теорией структурного программирования путём отказа от нумерации строк и добавлением управляющих структур и подпрограммных определений, необходимых для структурного программирования.
```
 
INPUT
 
"Ваше имя:"
,
 
A$

 
PRINT
 
"Привет "
;
 
A$

 
DO

   
S$
 
=
 
""

   
INPUT
 
"Сколько звезд вы хотите напечатать?"
;
 
S

   
FOR
 
I
 
=
 
1
 
TO
 
S

     
S$
 
=
 
S$
 
+
 
"*"

   
NEXT
 
I

   
PRINT
 
S$

   
DO
 

     
INPUT
 
"Хотите ли вы напечатать еще звезд?"
;
 
Q$

   
LOOP
 
WHILE
 
LEN
(
Q$
)
 
=
 
0

   
Q$
 
=
 
LEFT$
 
(
Q$
,
 
1
)

 
LOOP
 
WHILE
 
(
Q$
 
=
 
"Y"
)
 
OR
 
(
Q$
 
=
 
"y"
)

 
PRINT
 
"До свидания "
;
 
A$

```

Как и в других продуктах Borland этого периода, код исполнялся внутри самой IDE.

## Недостатки и их устранение
Иногда синтаксический анализатор перестаёт опознавать строки комментариев, начинающиеся со знака ' или оператора REM. Неисправность устраняется удалением всех строк комментариев или оформлением комментариев в виде строки символов (С$="Text of comment"). Часто неисправность устраняется перезагрузкой TurboBasic'а или обновлением копии TurboBasic'а.